# Гле, како лијепо почиње дан
„Гле, како лијепо почиње дан“ је југословенски телевизијски филм из 1982. године. Режирао га је Ладислав Виндакијевић, а сценарио је писао Звонимир Бајсић.

## Улоге
| Глумац            | Улога    |
| ----------------- | -------- |
| Зденка Хершак     |          |
| Фабијан Шоваговић | Мирослав |